# Дужка Мояля
У фізиці, дужка Мояля — це відповідним чином нормований антисиметризований добуток Мояля в фазовому просторі.
Дужка Мояля була введена в 1940 році Хосе Енріке Моялем, але йому вдалося опублікувати свою роботу тільки в 1949 році після довгих суперечок з Полем Діраком. У той же час ця ідея була незалежно висловлена в 1946 році Хіпом Груневолдом в докторській дисертації.
Дужка Мояле — це спосіб побудови комутатора спостережуваних величин в поданні фазового простору квантової механіки, коли ці спостережувані описані як функції в фазовому просторі. Вона спирається на розподіл. Для визначення функцій на фазовому просторі з квантовими спостережуваними, найвідоміші з цих розподілів задаються перетворенням Вігнера — Вейля. Дужка Мояля лежить в основі динамічного рівняння Мояля, що еквівалентне формулюванню через квантове рівнянням руху Гейзенберга, тим самим забезпечуючи квантове узагальнення рівняння Гамільтона.
Математично, це деформації дужок Пуассона в фазовому просторі (по суті їх розширення), де в якості параметра деформації виступає зведена стала Планка ħ. Таким чином, її скорочення групи при ħ→0 задає алгебру Лі дужок Пуассона.
Аж до формальної еквівалентності, дужка Мояле — це унікальна однопараметрична Лі-алгебраїчна деформація дужки Пуассона. Його алгебраїчний ізоморфізм з алгеброю комутаторів обходить негативний результат теореми Груневолда — Ван Хофа, яка виключає такі ізоморфізми для дужки Пуассона. Це питання побічно піднімався Дираком в 1926 році в його докторської дисертації: «метод класичної аналогії» для квантування.